# 光蔵寺
光蔵寺（こうぞうじ）は、愛媛県今治市にある高野山真言宗の寺院。山号を医王山（いおうさん）と号する古刹。開山は日羅、開基（創立者）は小千益躬、本尊は薬師瑠璃光如来である。

## 概要

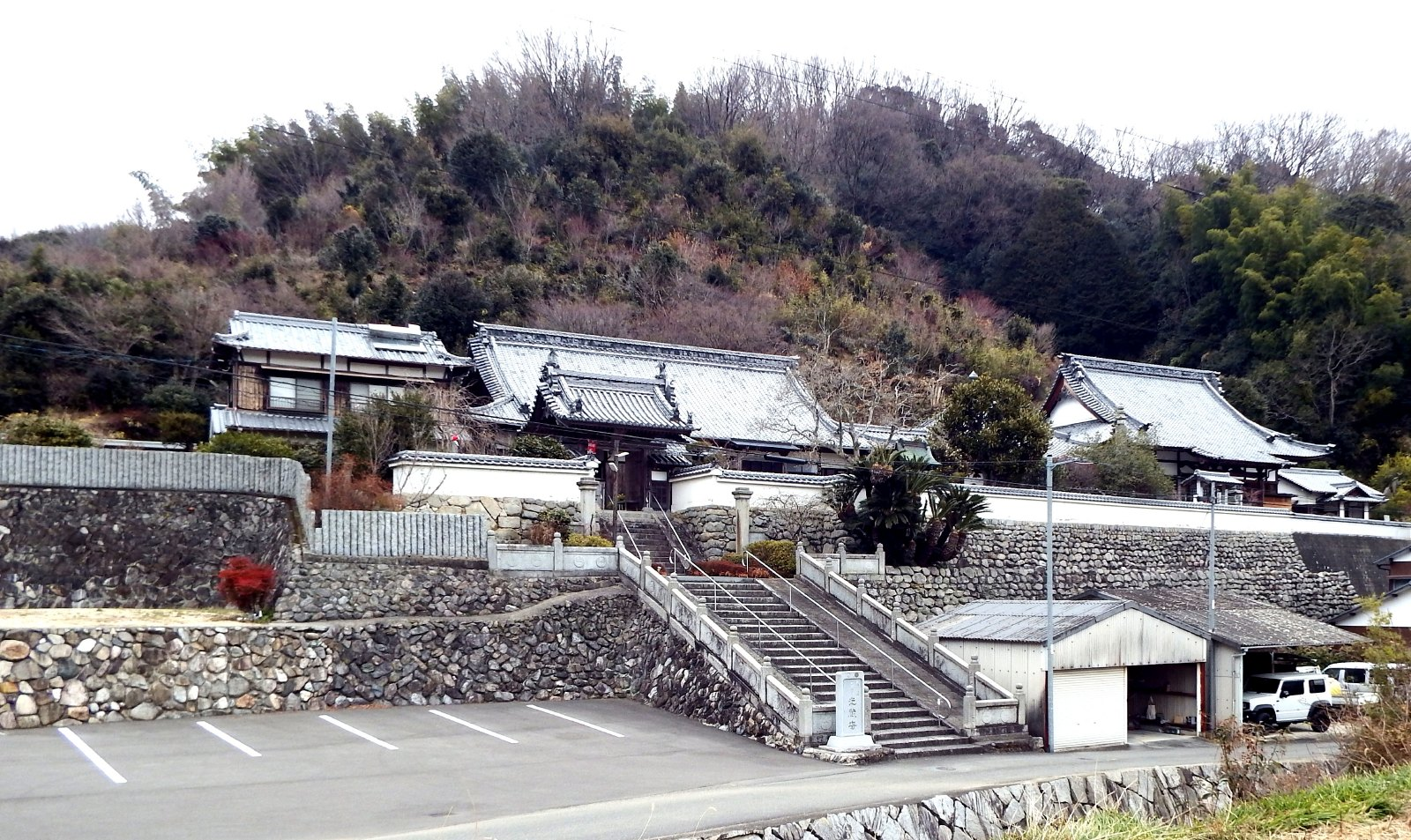
全景

今治平野のうち朝倉盆地にあり、伊予国府の最南端、西条市境に近い旧越智郡朝倉上村水之上（みずのかみ）小寺山（こでらやま）の地、標高約120mに位置する山岳寺院である。頓田川の源流小寺川の北岸にある椿ヶ森の山麓から中腹に伽藍が存在し、その正面には龍門山を見据える。平安時代前期の仏像を伝え、境内はハクモクレン（リンク先に当寺の画像あり）・唐椿の名所としても知られる。古来より中世まで「高蔵寺」というのが旧称であった。これが漢風寺号だったのに対し、別称として「小寺（こでら）」という和風寺号を有している。信仰上では、通称厄除薬師と呼ばれている。府中八十八ヶ所霊場第20番。四国八十八ヶ所霊場59番札所伊予国分寺奥之院。
御詠歌
第1番 水神の鎮守坐します古寺跡 薬もち祓う高倉の寺 （みなかみのちんじゅましますこでらあと やくもちはらうたかくらのてら）
第2番 美吉野の御門尊ぶ筆の跡 見いててうれし伊予の山寺 （みよしののみかどとうとぶふでのあと みいでてうれしいよのやまでら）
（第2番は平泉澄の作）
寺紋
下がり藤紋・菊紋の2種を用いている

## 歴史
推古天皇10年（602年）、小千益躬（おちますみ）の草創、日羅上人の開基というのが伝承であるが、光蔵寺の東方約200mのところには、原初に宇迦之御魂神を祀っていた稲荷神社（現飯成神社）があり、その「飯成神社沿革誌」によると、中古より光蔵寺がその別当寺であったことが記されている。
『古寺旧記高蔵寺縁起本』（こでらきゅうきこうぞうじえんぎほん）によると、推古天皇10年（602年）に越智国大領小千益躬が大病を患った折に、都の僧・日羅上人が病気平癒のため、水之上小寺の地において薬師如来の霊験を見出し延寿の法を修し、見事に回復したので、小千益躬がここに小千の氏寺を造ることになったという伝承が記されている。本尊は薬師如来であり、立像と坐像の2体を本尊としている。
小寺山の地は、伊予国府の田畑を潤す河川・頓田川の源流であり、地質学上、今治平野の中で最も早くに海底より隆起してできた地域の一つとされる。さらに小寺山の山頂には巨石・磐座（いわさか）があり、古来より山之神としてお祀りされている。
南北朝時代には、吉野より下向した南朝良成親王の行在所となり、その伊予逗留を援け「慶壽院」の号と「菊紋」を下賜されると伝わる。また、親王が南朝の戦勝祈願をした際に用いたと伝わる蔵王権現3体を模した「金銅五鈷鈴」と南朝年号・文中2年（1373年）の奥書を最古とする肉筆の「大般若経二百巻」を蔵する。
その後天正13年（1585年）、豊臣秀吉の四国征伐の折に河野家の砦となり、小早川隆景勢の兵火により伽藍堂塔焼失するも、文禄2年（1594年）、福島正則の許しを得て、智尊大徳が衆徒と共に現地（字は湯の口）に再興した。また河野氏の家伝記『予陽盛衰記』の「越智郡諸城落城の事」の項には、来島村上氏の一族門間氏の持城を預かる鈍川郷鷹ヶ森城主越智駿河守と同大西城主右衛門尉端城が嫡子門間太郎を高蔵寺に隠れさせたという記述がある。
江戸期の慶長年間には、越智郡鴨部郷光林寺を中本寺とする大覚寺結集の一寺院となり、その結集の次席寺、二等格寺院（小本寺格）として列席している。この時、寺号が「光蔵寺」となる。
江戸期以降節分などに星祭りの護摩祈願を行っており「厄除薬師」の通称で呼ばれる。また、江戸期の半ばまで光蔵寺が水之上の氏神である稲荷神社（飯成神社）や白地の須賀神社の別当寺を勤めていた。
明治時代に入って、大覚寺結集の中で逸早く真言宗大覚寺派の小本寺（直末寺）に戻った。さらにその後、太平洋戦争時の戦時統制において高野山金剛峰寺の直末寺となり現在に至っている。

## 伽藍
- 山門

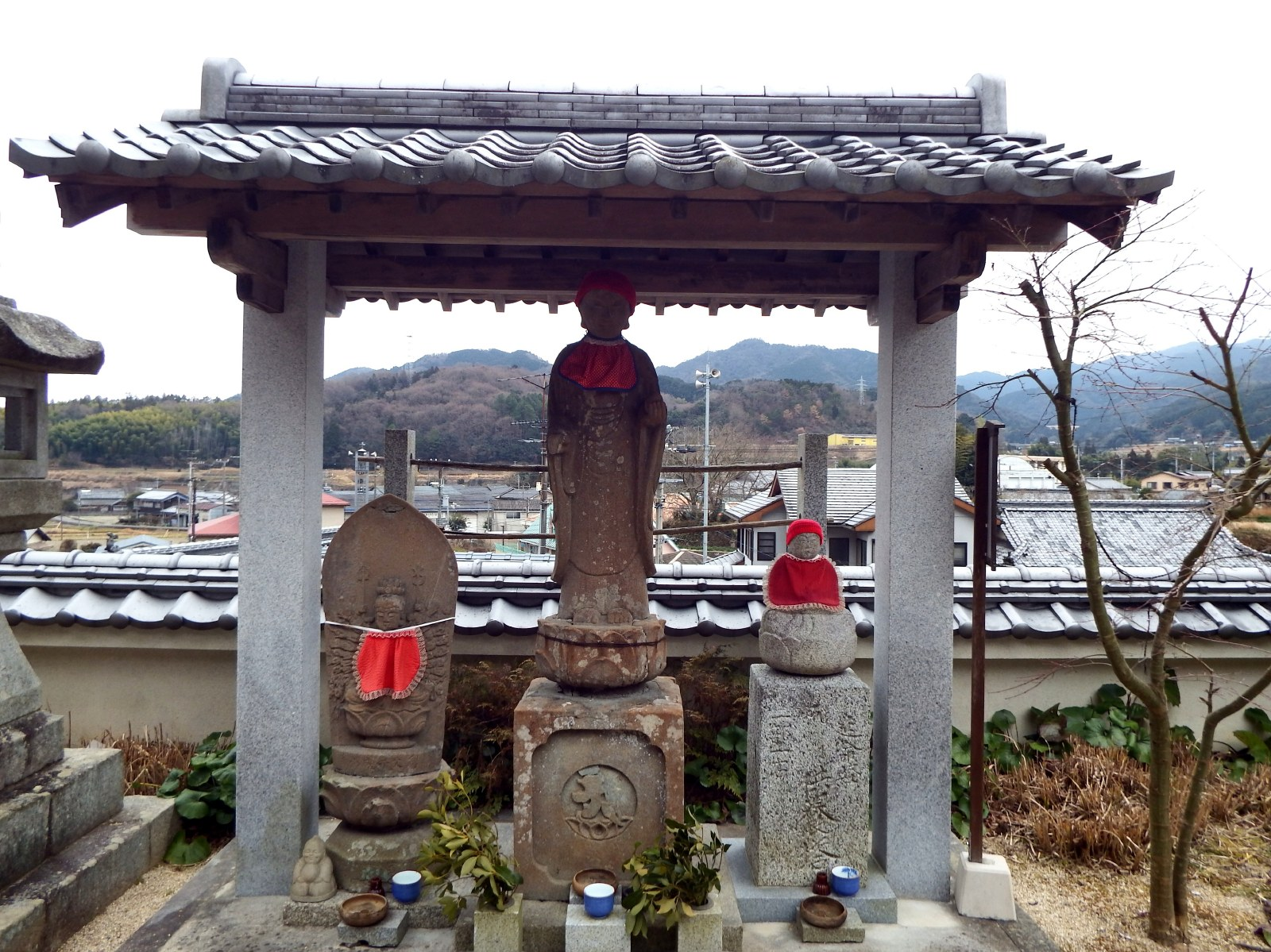
石像

- 本堂：薬師如来立像、日光・月光菩薩、薬師十二神将像、観世音菩薩立像、如意輪観音像（飯成神社本地仏）
- 護摩堂：文政8年（1825年）建立。平成19年2月改修落慶。厄除薬師如来坐像（等身大）、一願青不動明王立像、延命地蔵菩薩立像、弘法大師坐像。
- 円光堂
- 鎮守堂子宝社（祠）：祭神は小千益躬、子宝石を御神体。
- 石像：左より千手観音（1812年）、地蔵（1815年）、延命地蔵（1801年）
- 客殿

湯の口の山麓から椿ヶ森にかけての中腹が境内となっている、典型的な山岳寺院である。小寺川に架かる小寺橋を渡ると、再興時の石垣が見える。石段（大門坂という）を上がると、正面に山門がある。境内に入ると、右へまず庫裏、客殿（方丈）、護摩堂、本堂があり、さらに円光寺堂がある。
- 駐車場：無料であり。

## 寺宝
- 木造薬師如来立像 - 本堂本尊秘仏、定朝様式、11世紀平安時代中期～後期頃、螺髪を表さず全く褶の無い神仏混合時代の特徴
- 木造薬師如来座像 - 護摩堂本尊開帳、奈良時代
- 木造観世音菩薩立像 - 鎌倉時代
- 大般若経200巻 - 南北朝時代（文中2年）銘
- 金銅五鈷鈴 - 鎌倉時代
- 木造如意輪観音坐像 - 南北朝時代（稲荷神社本地仏）
- 鰐口-桃山時代（文禄3年）銘
- 脇差（伝来島通康奉納）- 室町時代（天文4年）銘

## アクセス
- 予讃線今治駅よりせとうちバス上朝農協前下車、徒歩2分

## 周辺
- 飯成神社：当寺より約1km東にあり、当寺が古来より明治初年の神仏分離まで別当寺であった。

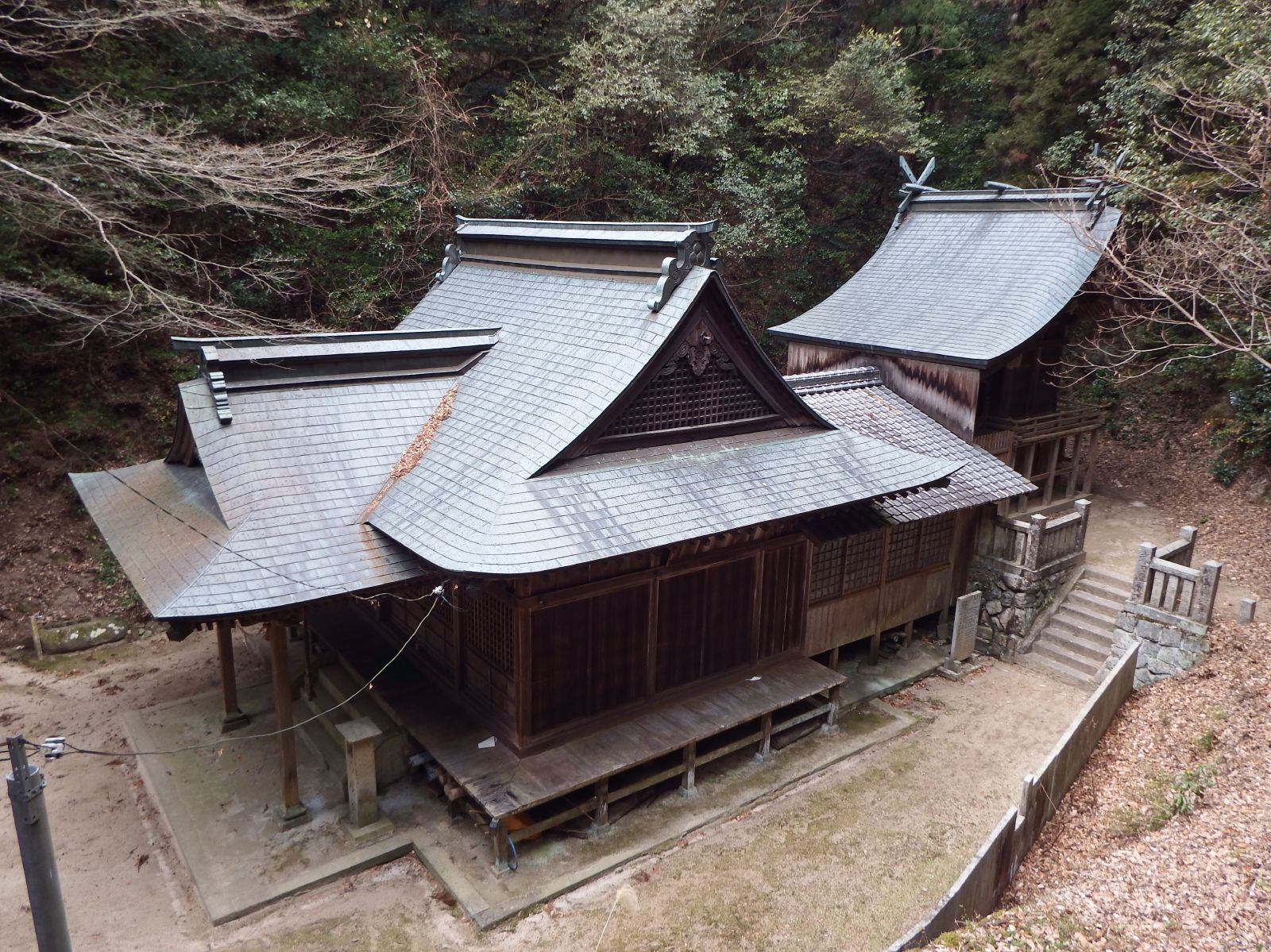
飯成神社　本殿